# John Wilmot
John Wilmot, II conte di Rochester, detto anche Visconte Wilmot e Lord Rochester (Charlbury, 1º aprile 1647 – Woodstock, 26 luglio 1680), è stato un nobile, poeta, drammaturgo, letterato, militare e cortigiano inglese, amico del re Carlo II d'Inghilterra e autore di numerosi componimenti a carattere umoristico e satirico.
Rochester veniva rinomato come un genio nella Corte del re durante la Restaurazione inglese ed era una figura di spicco dei cavalier lyrists, cioè gli scrittori e i poeti che facevano parte della Corte del sovrano Carlo II. Veniva considerato il miglior wit di tutta l'Inghilterra.
Fu anche un protettore degli artisti e noto libertino, tanto da diventare, insieme a personalità come Vanini e de Sade, una delle figure più emblematiche di questo movimento, e da guadagnarsi il soprannome di "Il libertino".
Fu il marito dell'ereditiera Elizabeth Malet, dalla quale ebbe quattro figli. La sua fama si deve anche alle sue numerose amanti, tra cui l'attrice teatrale Elizabeth Barry, alla quale sembra che abbia tenuto in privato delle lezioni di recitazione, rendendola un'attrice brillante, e dalla quale ebbe una figlia.
Rochester era piuttosto famoso nella corte del re e nella nobiltà inglese non solo per il suo eroismo militare e le sue poesie, ma anche per il fatto che abusava degli alcolici (lui stesso disse allo storico Gilbert Burnet "di essere stato continuamente ubriaco per cinque anni") e ciò lo rendeva "sfarzosamente gradevole". Tuttavia veniva rinomato non solo per le scorribande ma anche per i guai: venne cacciato e riammesso innumerevoli volte alla corte di re Carlo II, che Rochester aveva satireggiato in modo scurrile. Oltre all'alcol, la distruzione da parte sua di una meridiana regale, una rissa nella quale rimase ucciso un suo amico, Mr Downes, e vari altri avvenimenti lo portarono alla disgrazia.

## Biografia

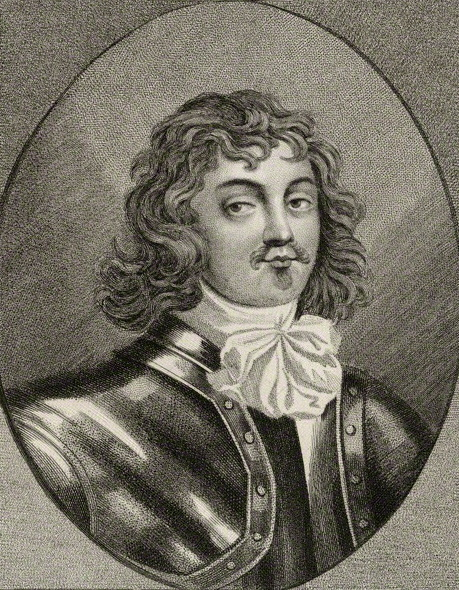
Henry Wilmot, II visconte Wilmot e I conte di Rochester, padre di John Wilmot

John Wilmot, II Conte di Rochester nacque a Ditchley, nella contea di Oxfordshire. Sua madre Anna St. John, contessa di Rochester, era una realista, discendente di un'antica e nobile famiglia anglicana. Ella divenne una partigiana dei Parlamentari durante la Prima rivoluzione inglese e fu anche incline al puritanesimo. Suo padre, Henry Wilmot, era un visconte alcolizzato, anch'egli realista, come la moglie, e di origini anglo-irlandesi; era stato nominato conte di Rochester nel 1652 per servizi militari resi a Carlo II durante l'esilio del re sotto il protettorato di Oliver Cromwell.
John Wilmot nacque due anni prima della decapitazione del re Carlo I e Henry Wilmot, padre di John, morì nel 1658, due anni prima della restaurazione della monarchia in Inghilterra.
Wilmot fu iniziato dalla madre a un'istruzione esemplare sin da bambino. Egli studiava alla Burford Grammar School e a casa veniva seguito da un tutore. Era molto bravo in latino e in storia ed era particolarmente appassionato degli scritti di Augusto. Rochester veniva generalmente considerato come uno studente modello e ben educato. All'età di soli dodici anni Rochester frequentò il Wadham College dell'Università di Oxford. Qui, lontano dall'occhio vigile della madre, Rochester aveva cominciato a far emergere una personalità differente da quella che tutti conoscevano. A quattordici anni gli fu conferito un titolo di studio onorifico da Edward Hyde, primo conte di Clarendon, che era Cancelliere all'Università e suo zio. In segno di gratitudine verso il figlio di Henry Wilmot, il re Carlo II Stuart conferì a John una pensione annuale di 500 sterline. Dopo aver eseguito un Grand Tour in Francia e Italia, Rochester ritornò a Londra nel 1664, accompagnato da Andrew Balfour, e venne ammesso alla corte del sovrano.

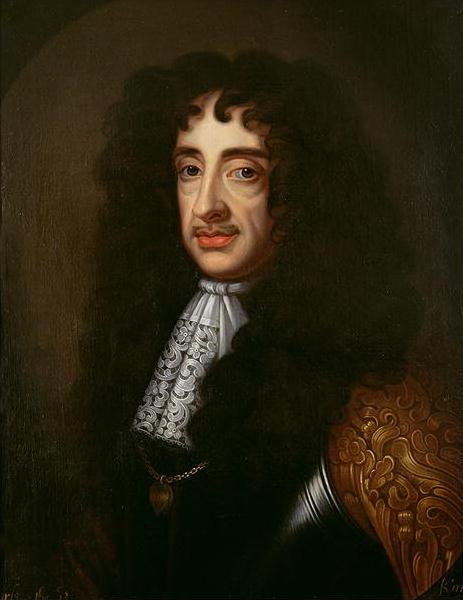
Re Carlo II, con il quale Rochester ebbe sempre un rapporto molto burrascoso

Carlo II, in funzione di  in loco parentis, suggerì a Wilmot la possibilità di un matrimonio tra lui e una giovane e ricca ereditiera e poetessa, Elizabeth Malet.
Nel 1665 John Wilmot si invaghisce così di Elizabeth Malet, che tenta più volte di corteggiare e con modi non sempre galanti. Tuttavia nella questione si intromettono i familiari della ragazza, anch'essi affamati di denaro, che
si oppongono al matrimonio tra lei e lo squattrinato Rochester, che decide quindi di prendere la situazione in mano: la sera del 28 maggio dello stesso anno, mentre Elizabeth ritorna alla sua dimora dopo aver cenato alla Whitehall, viene forzatamente trasferita dalla sua carrozza a quella di Rochester, che la rapisce e la porta via con sé, come racconta Samuel Pepys nel suo diario. Qui Elizabeth viene violentata varie volte dal conte, ma non si sa come sia riuscita a tornare a casa dopo.
Rochester venne presto catturato e rinchiuso nella Torre di Londra, dove rimase per varie settimane. Venne rilasciato solo dopo aver scritto un'apologia di pentimento a re Carlo II. Rochester, in cerca di redenzione, si offrì volontario per combattere nella Seconda guerra anglo-olandese. Il suo coraggio nella battaglia marittima di Vågen contro gli olandesi gli procurò grandissima fama, tanto da farlo diventare un eroe di guerra. Rallegrato per la condotta di Rochester, Carlo II lo nominò Gentleman of the Bedchamber poco dopo il suo ritorno in patria.
Elizabeth Malet acconsentì al matrimonio con Rochester, celebrato nel gennaio 1667. Dopo le nozze e l'acquisizione del cospicuo patrimonio della moglie, Rochester e lei si trasferiscono in campagna, nella grande tenuta di Rochester, come racconta nel suo diario Samuel Pepys. Da allora Elizabeth Malet, divenuta contessa di Rochester, controllò il denaro del marito, che quindi non poteva mai essere totalmente libero o sicuro a livello finanziario. Insieme scrissero anche un libro di poesie.
Nel 1667 Rochester ottenne il suo seggio alla Camera dei lord, nonostante le contestazioni degli stessi lord riguardo al fatto che era troppo giovane.
La vita di Rochester fu divisa in due parti molto distinte, cioè quella domestica e quella di corte: la prima Rochester la trascorreva leggendo libri e scrivendo opere teatrali e poetiche, spesso mentre si alcolizzava, il che faceva preoccupare molto la moglie Elizabeth, che sembrava amarlo sinceramente; la seconda fu particolarmente burrascosa, a causa del fatto che spesso Rochester si ubriacava, faceva discorsi abbastanza "vivaci" e se la spassava in modo stravagante. Rochester faceva inoltre parte della "Merry Gang" (così definita da Andrew Marvell per il suo carattere cameratesco e canzonatorio), composta per lo più da letterati, drammaturghi e in genere personalità della borghesia inglese accomunate dalla passione per il teatro. La compagnia divenne molto florida dal 1665 in poi e lo rimase per almeno quindici anni. Tra le sue file si annoveravano personalità del calibro di George Etherege, William Wycherley, Charles Sackville, VI conte di Dorset, Henry Jermyn, I conte di St Albans, Sir Charles Sedley, V baronetto, Henry Killigrew, Nell Gwyn e George Villiers, II duca di Buckingham (da quest'ultimo il giovane Rochester rimase affascinato a tal punto da dedicargli alcuni versi esplicitamente erotici).

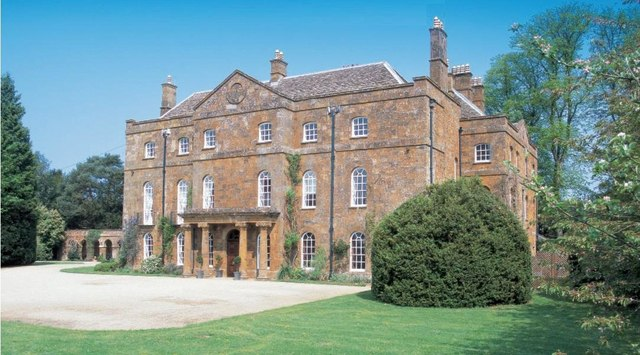
Castello del conte di Rochester vicino ad Adderbury

Ancor oggi Rochester viene considerato uno dei maggiori esponenti del libertinismo dei costumi non solo per le sue avventure galanti a sfondo sessuale, ma anche per la sua presunta bisessualità, che trova conferma anche in numerosi sonetti dedicati agli amici della Marry Gang, ma sempre tuttavia legati a quella che sembra essere solo un'ammirazione artistica.
La comunanza di gusti e idee fa nascere tra John Wilmot e l'amico George Etherege un intenso e profondo legame, che col tempo passerà dall'amore per la letteratura e per il teatro a un amore di tipo sessuale. I due decidono di intraprendere insieme una carriera nel mondo dello spettacolo, scrivendo varie poesie e pièce; in particolare, Etherege diventa un modello di stile per i lavori di Rochester e di contro il commediografo si ispirerà alla figura eclettica e irriverente di John Wilmot per delineare il protagonista libertino Dorimante del suo The Man of Mode, scritto nel 1676, un elogio teatrale al suo amico Rochester e indiscutibilmente la migliore comedy of manners scritta in Inghilterra prima dell'avvento di Congreve, nonché una delle più emblematiche pièce del teatro della Restaurazione inglese.

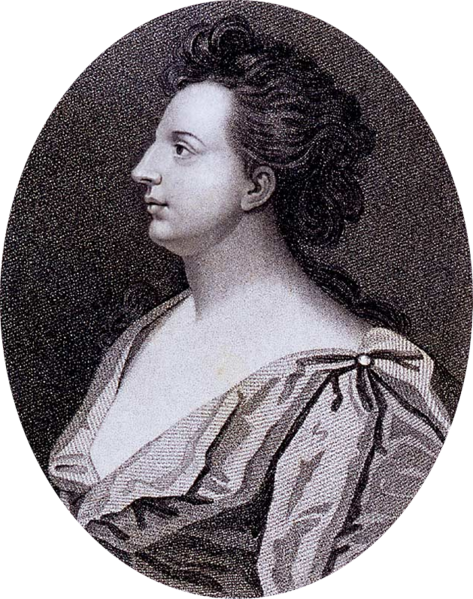
Elizabeth Barry, amante e protetta di Rochester

Avendo fatto il suo ingresso nel mondo del teatro e delle compagnie londinesi, Wilmot finanzia gli allestimenti dell'amico Etherege e conosce Elizabeth Barry, una giovane e inesperta attrice che Wilmot prende sotto la sua ala. Rochester le dà lezioni di recitazione, rendendola in breve tempo molto brillante e capace (Elizabeth in seguito diverrà anche sua amante e "protetta"). La giovane Barry diede presto a Wilmot una figlia, così come anche al suo amico Etherege: Barry sarà l'acclamata protagonista di tutti i lavori teatrali di Wilmot, compresa una satira su Carlo II scritta nel 1674, conosciuta come Il Satiro. Questa è essenzialmente una critica alla tendenza del monarca a concedere privilegi e terre a ogni donna che gli si conceda, facendo ricadere il mantenimento delle sue amanti e dei suoi figli (illegittimi) sulle spalle del popolo inglese. La pièce, oltre a essere una violenta critica alla corte e al governo di Carlo II, mostra il sovrano preoccupato solo di quanto i suoi sudditi spendano per il sesso e di quante prostitute ci siano a Londra.
Il re aveva invece commissionato al conte di Rochester una satira contro un suo avversario politico; Rochester una sera, alterato dagli effetti dell'alcol, consegnò al monarca il componimento sbagliato, irritando il sovrano tanto da essere costretto a lasciare la corte. Durante il suo esilio, Wilmot spese il suo tempo ad Adderbury e praticò il mestiere di mercante nella città vecchia di Londra.

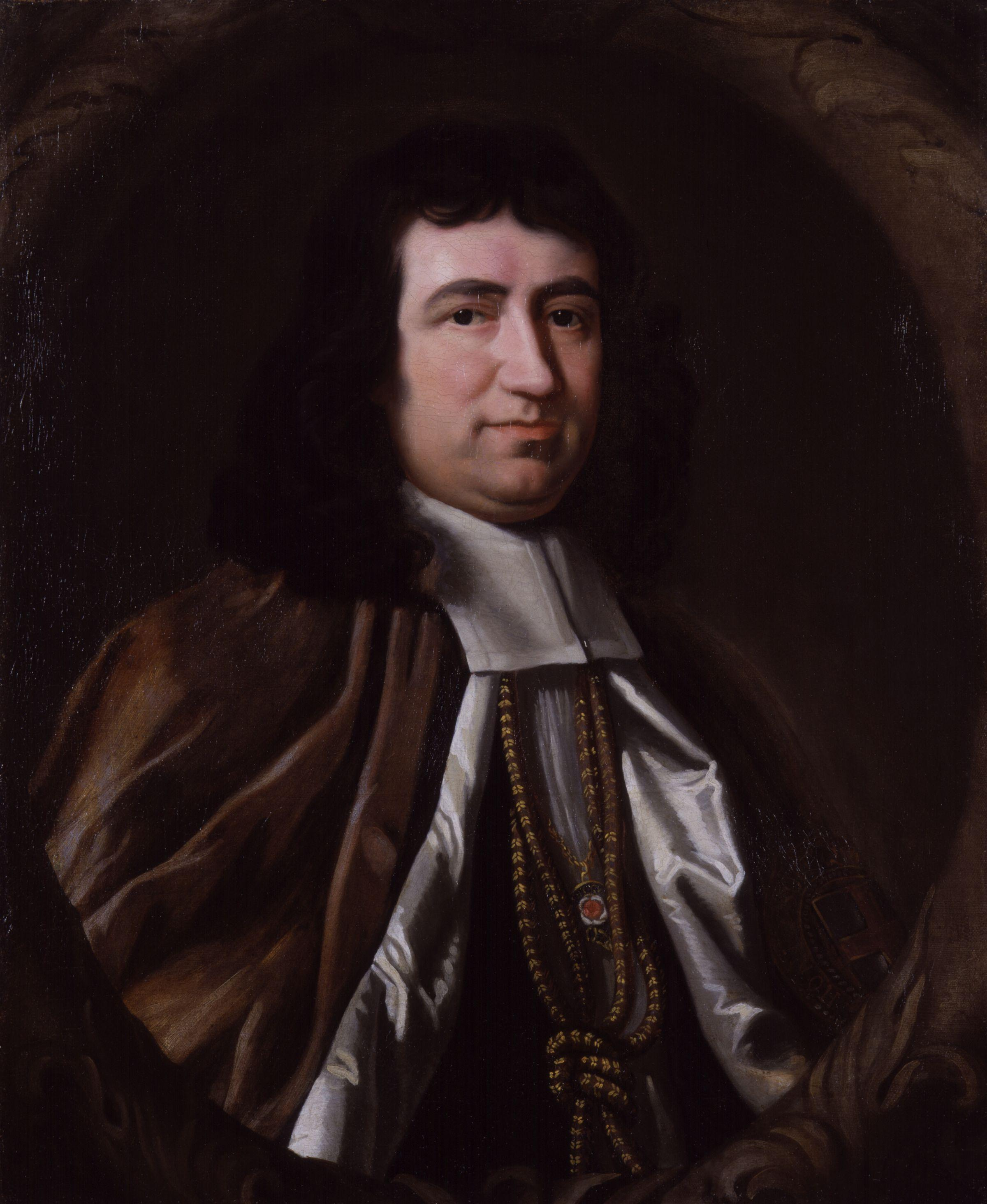
Gilbert Burnet

Ormai fallito e ridotto sul lastrico, il conte decise di operare per un certo periodo di tempo nelle vesti di un fantomatico guaritore, il "Dottor Bendo", esperto nella cura di impotenza, infertilità e altri disturbi sessuali: applicando metodi scientificamente discutibili ma all'apparenza efficaci, Rochester attirò a sé una clientela popolare, soprattutto femminile, della quale risolveva i problemi di infertilità proponendosi egli stesso come donatore di seme e visitando approfonditamente le ignare pazienti sotto le sembianze di "Mrs. Bendo", la "moglie del medico".
Venne in seguito reintegrato nella Camera dei lord, dove riprese posto al suo seggio, dopo un'assenza di sette settimane.
Tuttavia, Rochester si ricacciò nei guai nel 1676. Una sera tardi, a Epsom, sembra che abbia avuto una rissa con un guardiano, presumibilmente provocato dallo stesso Rochester, e che, durante questa rissa, uno degli amici di Rochester, Billy Downes, nonché suo amante, venne ucciso con una picca, ma il conte si dileguò dalla scena del delitto.
All'età di trentatré anni Rochester fu colpito, presumibilmente, da sifilide, gonorrea, cirrosi epatica, malattie veneree o da malattie provocate dall'uso eccessivo di alcolici. Fu inoltre malato di depressione e, secondo le sue note biografiche, accettò, solo sul letto di morte, con gli sforzi del vescovo Gilbert Burnet e di sua madre, di convertirsi al cristianesimo.

Rochester, assistito dalla madre e dalla moglie Elizabeth, morì alle prime luci del mattino del 26 luglio 1680, "senza un brivido o un suono" e la sua salma fu sepolta nella chiesa di Spelsbury. Pochi mesi dopo la sua dipartita, anche la moglie Elizabeth e il figlio Charles morirono.

## Opera
(J. Wilmot, conte di Rochester)
Le tre grandi edizioni critiche di Rochester nel XX secolo hanno adottato approcci molto diversi per autenticare e organizzare il suo canone di scrittura. L'edizione del 1968 di David Vieth adotta un'organizzazione fortemente biografica, modernizzando l'ortografia e la direzione delle sezioni del suo libro Prentice Work, Early Maturity, Tragic Maturity e Disillusionment and Death. L'edizione di Keith Walker del 1984 è di un genere basato su approccio, tornando alle vecchie grafie, nel tentativo di presentare i testi più vicini a quelli che un pubblico del XVII secolo avrebbe potuto ricevere. L'edizione della Harold Love Oxford University Press del 1999 utilizza uno standard scientifico, prende atto della varietà della storia coscienziosamente, ma organizza le opere delle sezioni di genere ordinatamente, dal privato al pubblico. Ci sono circa 75 poesie autentificate essere di Rochester.

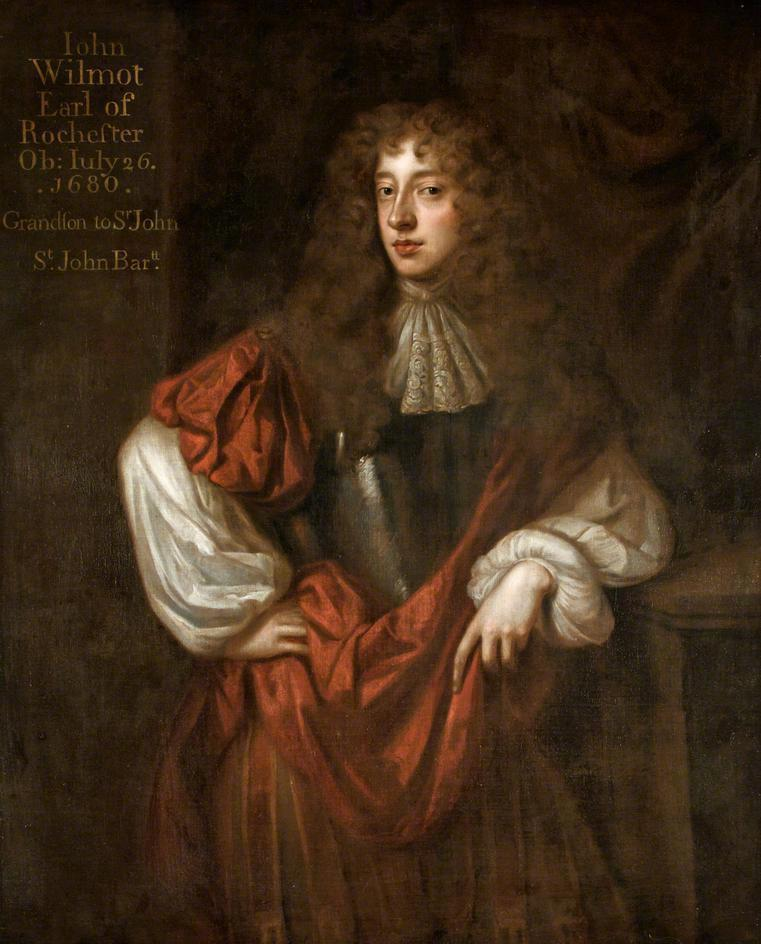
Il conte di Rochester nel 1677.

L'opera poetica di Rochester varia molto in forma, genere e contenuto. Faceva parte di una "folla di signori che scriveva con facilità", che hanno continuato a produrre la loro poesia nei manoscritti, piuttosto che nella pubblicazione. Di conseguenza molto dell'opera di Rochester s'accorda sul riguardo dell'attualità, andando dalle satire degli affari di corte in libelli, alle parodie degli stili dei suoi contemporanei, come Sir Charles Scroope. Egli è anche noto per le sue improvvisazioni, una delle quali è un epitaffio e presa in giro di re Carlo II:
Al che Carlo è noto per aver risposto:
Rochester era anche interessato al teatro. Oltre a un particolare interesse per le attrici, scrisse un adattamento del Valentinian di John Fletcher (1685), una scena per Robert Howard intitolata La conquista della Cina, un prologo per L'imperatrice del Marocco di Elkanah Settle (1673), e alcuni epiloghi per Love in the Dark di Francis Fane (1675) e per Circe, a Tragedy di Charles Davenant (1677).
L'opera più nota attribuita a Rochester, Sodom, or the Quintessence of Debauchery, non è mai stata confermata con successo di essere stata scritta da lui. Stampe postume del Sodom, tuttavia, furono accusate del reato di oscenità e distrutte. Il 16 dicembre 2004 una delle poche copie superstiti del Sodom è stata venduta dalla Sotheby's per 45.600 sterline.

## Filosofia
Discepolo nichilista del filosofo Thomas Hobbes e di libertini come Théophile de Viau e Claude Le Petit, seguitori moderni del pensiero di Epicuro, condusse una vita fatta di avventure galanti e a sfondo sessuale, sia con donne che con uomini, e praticò un edonismo discreto. Wilmot scrisse che i suoi unici principi erano l'"amore violento per il piacere" e "una buona disposizione per il piacere stravagante". Il pensiero di Wilmot fu influenzato molto anche dagli scritti di Abraham Cowley, Nicolas Boileau, François de Malherbe e Pierre de Ronsard (degli ultimi tre scrisse anche alcune imitazioni).
(J. Wilmot, conte di Rochester)
(J. Wilmot, conte di Rochester)
Seguendo la sua propria linea scettica e cinica riguardo alla vita, Wilmot scrisse:
(J. Wilmot, conte di Rochester)
Dopo la morte del conte, la sua presunta rinuncia all'ateismo venne persino pubblicata e diventò un caposaldo della "letteratura religiosa" inglese. Nonostante negli ultimi periodi comparissero spesso delle riflessioni teologiche e religiose negli scritti di Rochester, dal momento che il resoconto della sua conversione appare negli scritti di Burnet è ritenuto da alcuni scolari un falso abilmente costruito dallo stesso Burnet per migliorare la propria reputazione. D'altra parte Graham Greene, nella sua biografia di Wilmot, definisce il libro di Burnet "convincente".
Le sue opere, divulgate in forma manoscritta e molto note ai contemporanei, furono apprezzate da personalità come Voltaire e Defoe ma pubblicate organicamente sotto il suo nome solo verso gli anni sessanta del XX secolo. È probabile che molti suoi scritti siano andati bruciati, come richiesto nella sua presunta rinuncia all'ateismo, ma quelli pervenuti fino a noi presentano dotte influenze di Seneca, Ovidio, Anacreonte, Orazio, Petronio e Lucrezio, e sono tutti pervasi da una feroce denuncia del razionalismo e dell'ottimismo imperanti che contrastano con la perfidia umana e i suoi istinti animali.
Tra queste opere gli viene attribuita la pièce teatrale Sodom, or the Quintessence of Debauchery, la quale fu considerata molto controversa e oscena, a causa del tema della storia, nella quale "un lussurioso re decide di stabilire la libertà nella nazione, permettendo che la sodomia venga praticata su tutto il territorio". Questa viene considerata come la "prima opera teatrale al mondo a sfondo pornografico".

## Influenza
(J. Wilmot, conte di Rochester)
A John Wilmot non mancarono diverse critiche e ammirazioni riguardo alla sua scrittura e alla sua personalità.
La scrittrice Aphra Behn lodò le sue opere in versi e basò vari dei suoi personaggi, controversi e caratterizzati da condotte immorali, sul conte di Rochester. Anche il drammaturgo George Etherege, amico di Rochester, scrisse, nel 1676, una commedia basata sul conte, intitolata The Man of Mode. Anne Wharton scrisse un'elegia sulla morte di Wilmot, nella quale il suddetto viene a farsi elogiare dai poeti contemporanei. Horace Walpole descrisse il conte come "un uomo che le muse si sono appassionate a ispirare, pur avendo vergogna di confessarlo". Daniel Defoe menzionò frequentemente Rochester nel romanzo Fortune e sfortune della famosa Moll Flanders e parlò del conte anche in altre opere.
Il suo pensiero poetico e i suoi testi furono apprezzati anche da Voltaire. Quest'ultimo commentava dicendo che Rochester "era il genio, il grande poeta" e l"energia e il fuoco" intrinseci nelle sue satire, i cui alcuni versi Voltaire contribuì a tradurre in francese, "mostravano l'illuminante immaginazione che solo sua Eccellenza (Carlo II) poteva ostentare".
Il pensiero e le opere di Rochester furono apprezzate molto da William Hazlitt, secondo cui i versi "scintillano come i diamanti" mentre "i suoi epigrammi erano i più pungenti, poco elaborati e veritieri che siano mai stati scritti", e da Goethe, il quale affermò che "il suo disprezzo per tutto ciò che gli altri rispettano ha un qualcosa di sublime".
Wilmot scrisse anche poesie d'amore, tra cui Absent from thee I languish, The Platonic Lady, A Woman's Honour, An age in her Embraces passed, I cannot change as others do, To this moment a rebel, All my past life, Ancient person from whom I, Give me leave to rail at you. Tra le sue opere satiriche più celebri si ricordano The Imperfect Enjoyment, Ramble in St James Park, Quoth the Duchess, A Satyre on Charles II, A Satire against Mankind, Signior Dildo, By all Love's Soft, The Disabled Debauchee.

### The Libertine
Il film del 2004 The Libertine, diretto da Laurence Dunmore e interpretato da Johnny Depp, racconta la vita di Rochester. Il film ha vinto il premio per la miglior attrice non protagonista (Rosamund Pike, che interpreta Elizabeth Malet) al British Independent Film Awards.

## Ascendenza
|                                    |               |                    | Genitori              |  |  | Nonni |  |  | Bisnonni      |  |  | Trisnonni     |  |
|                                    |               |                    |                       |  |  |       |  |  | Edward Wilmot |  |  | Edward Wilmot |  |
|                                    |               |                    |                       |  |  |       |  |  | Edward Wilmot |  |  | Edward Wilmot |  |
|                                    |               | Christian Bustard  |                       |  |  |       |  |  | Edward Wilmot |  |  |               |  |
| Charles Wilmot, I visconte Wilmot  |               |                    |                       |  |  |       |  |  | Edward Wilmot |  |  |               |  |
|                                    |               | Elizabeth Stafford | Thomas Stafford       |  |  |       |  |  |               |  |  |               |  |
|                                    |               | Elizabeth Stafford | Thomas Stafford       |  |  |       |  |  |               |  |  |               |  |
|                                    |               | Elizabeth Stafford | Anne Best             |  |  |       |  |  |               |  |  |               |  |
| Henry Wilmot, I conte di Rochester |               | Elizabeth Stafford |                       |  |  |       |  |  |               |  |  |               |  |
|                                    |               | Henry Anderson     | Thomas Anderson       |  |  |       |  |  |               |  |  |               |  |
|                                    |               | Henry Anderson     | Thomas Anderson       |  |  |       |  |  |               |  |  |               |  |
|                                    |               | Henry Anderson     | Katherine Hopton      |  |  |       |  |  |               |  |  |               |  |
| Sarah Anderson                     |               | Henry Anderson     |                       |  |  |       |  |  |               |  |  |               |  |
|                                    |               | Elizabeth Bowyer   | Francis Bowyer        |  |  |       |  |  |               |  |  |               |  |
|                                    |               | Elizabeth Bowyer   | Francis Bowyer        |  |  |       |  |  |               |  |  |               |  |
|                                    |               | Elizabeth Bowyer   | Elizabeth Tillesworth |  |  |       |  |  |               |  |  |               |  |
| John Wilmot, II conte di Rochester |               | Elizabeth Bowyer   |                       |  |  |       |  |  |               |  |  |               |  |
|                                    | John St. John | Nicholas St. John  |                       |  |  |       |  |  |               |  |  |               |  |
|                                    | John St. John | Nicholas St. John  |                       |  |  |       |  |  |               |  |  |               |  |
|                                    | John St. John | Elizabeth Blount   |                       |  |  |       |  |  |               |  |  |               |  |
| John St. John, I baronetto         | John St. John |                    |                       |  |  |       |  |  |               |  |  |               |  |
|                                    |               | Lucy Hungerford    | Walter Hungerford     |  |  |       |  |  |               |  |  |               |  |
|                                    |               | Lucy Hungerford    | Walter Hungerford     |  |  |       |  |  |               |  |  |               |  |
|                                    |               | Lucy Hungerford    | Anne Dormer           |  |  |       |  |  |               |  |  |               |  |
| Anne St. John                      |               | Lucy Hungerford    |                       |  |  |       |  |  |               |  |  |               |  |
|                                    |               | Thomas Leighton    | John Leighton         |  |  |       |  |  |               |  |  |               |  |
|                                    |               | Thomas Leighton    | John Leighton         |  |  |       |  |  |               |  |  |               |  |
|                                    |               | Thomas Leighton    | Joyce Sutton          |  |  |       |  |  |               |  |  |               |  |
| Anne Leighton                      |               | Thomas Leighton    |                       |  |  |       |  |  |               |  |  |               |  |
|                                    |               | Elizabeth Knollys  | Francis Knollys       |  |  |       |  |  |               |  |  |               |  |
|                                    |               | Elizabeth Knollys  | Francis Knollys       |  |  |       |  |  |               |  |  |               |  |
|                                    |               | Elizabeth Knollys  | Catherine Carey       |  |  |       |  |  |               |  |  |               |  |
|                                    |               | Elizabeth Knollys  |                       |  |  |       |  |  |               |  |  |               |  |